# گیاه اشک
گیاه اشک (نام علمی: Kalanchoe sect. Bryophyllum) یا اشک مادر نام یک بخشه از سرده کالانکوئه است.
گیاه اشک بومی آفریقای جنوبی، آمریکا و آسیا می‌باشد و در پهنه‌هایی از مناطق گرمسیری و نیمه گرمسیری آفریقای جنوبی، ماداگاسکار، فلوریدا در شمال آمریکا، هاوایی، جزایر قناری، پورتوریکو و جزایر اقیانوس هند در آسیا پراکندگی دارد.
این گیاه بر خلاف اغلب گونه‌های کالانکوئه نسبت به سرما مقاوم نسیت. گیاه اشک یک گیاه زنده‌زا است و به صورت غیر جنسی در حاشیه برگ‌های خود جوانه تولید می‌کند که به مرور زمان و خودبخود روی زمین می‌افتد و ریشه‌دار می‌شود و از آن یک گیاه جدید به‌وجود می‌آید. گیاه اشک به دلیل زنده‌زا بودن در بین گیاهان آپارتمانی زینتی از محبوبیت خاصی برخوردار است.
گیاه اشک گیاهی گوشتی و سبز با ساقه‌های آبدار است، برگ‌های این گیاه معمولاً سبز است، اما در برخی گونه‌ها رنگ قرمز در برگ‌های آن به چشم می‌خورد، ارتفاع گیاه در گونه‌هایی تا ۶۰ سانتی‌متر می‌رسد، ازین رو گیاهی مناسب برای فضاهای کوچک و آپارتمانی است.
ویژگی دیگر آن دندانه‌های لبهٔ برگ‌ها است که محل تولد گیاهچه می‌باشند و به دلیل تعداد بالای گیاهچه‌ها، به گیاه اشک، مادر هزاربچه نیز می‌گویند. گیاهچه‌های متولد شده بر روی کنگره‌های لبه برگ به این گیاه شکلی ویژه می‌دهند.
ارتفاع در گونه‌هایی از این گیاه تا ۶۰ سانتیمتر می‌رسد.